# 容積總噸
容積總噸（英語：gross register tonnage，縮寫為GRT、G.R.T.、g.r.t.或grt）又稱註冊總噸，是以注册吨（英語：register tonnage）表示的船舶的总内部容积，用于衡量船舶的大小。计算时将船艙内部和甲板以下的封閉空間以100立方英尺（2.83立方）空間換算為1注册噸。
淨容積總噸（英語：net register tonnage，縮寫為NRT、nrt或n.r.t.）额外扣除無法用于載貨的空間，如機艙、油箱、船員起居室等部分。